# 王元和
王元和（1916年—1997年5月30日），江西省安福县人，中国人民解放军少将。

## 生平
王元和1929年参加革命并加入中国共产主义青年团，1930年加入中国共产党，同年参加中国工农红军。土地革命战争时期，任宣传员、干事、连政治指导员、副科长，参加过长征。抗日战争时期，任政治处主任、团政治委员。解放战争时期，任晋察冀军区第四纵队政治部民运部副部长、组织部副部长，旅政治委员。中华人民共和国成立后，任平津纠察训练总队副政治委员、北京公安总队副政治委员、军委公安部队军政干校副政治委员、第一公安军学校政治委员、公安军内卫第三师政治委员、河北省公安厅副厅长兼人民武装警察总队政治委员、天津警备区政治委员等职。
1962年，晋升为少将。荣获二级八一勋章、二级独立自由勋章、二级解放勋章。1988年7月被中央军委授予中国人民解放军一级红星功勋荣誉章。
1997年5月30日因病在天津逝世，享年81岁。